# In Guezzam

Hauptstraße von In Guezzam (1985)

In Guezzam (arabisch عين قزام, DMG ʿAin Qazzām) ist eine Gemeinde in der Provinz In Guezzam und auch ihr Hauptort im Süden von Algerien mit der Größe von 46.813 km².
In der Gemeinde In Guezzam leben 7045 Einwohner, die Bevölkerungsdichte beläuft sich auf 0,2 Einwohner/km².

## Infrastruktur und Verkehr
In Guezzam liegt an der Transsahararoute Algier-Lagos-Highway, rund 10 Kilometer nördlich der Grenze zu Niger. Der gegenüberliegende Grenzort auf der nigrischen Seite ist Assamaka.
Der Flughafen In Guezzam befindet sich am Westrand von In Guezzam. Er ist für Linienflüge geschlossen, die Benutzung erfordert eine Erlaubnis.
Die Stadt liegt im äußersten Süden Algeriens. Der Golf von Guinea ist näher als die Küste des Mittelmeers. Elf afrikanische Hauptstädte liegen in Luftlinie näher als Algier. 